# Synodites basilicus
Synodites basilicus är en stekelart som först beskrevs av Davis 1897.  Synodites basilicus ingår i släktet Synodites och familjen brokparasitsteklar. Inga underarter finns listade i Catalogue of Life.